# Rada Szkół Wyższych
Rada Szkół Wyższych – organ przedstawicielski szkół wyższych ustanowiony w celu usprawnienia pracy szkół wyższych i zabezpieczenia prawidłowego toku ich funkcjonowania oraz wykazywania troski o poprawę bytu materialnego młodzieży akademickiej.

## Powołanie Rady
Na podstawie ustawy z 1946 r. o utworzeniu Rady Szkół Wyższych ustanowiono Radę. Powołanie Rady pozostawało w ścisłym związku z ustawą z 1933 r. o szkołach akademickich.

## Zadania Rady
Na podstawie rozporządzenie Prezesa Rady Ministrów z 1946 r. w sprawie wykonania ustawy z dnia 23 września 1946 r. o utworzeniu Rady Szkół Wyższych określono wykonanie następujących zadań:
- opracowania projektów sieci szkół wyższych,
- występowania z inicjatywą i wydawania opinii w sprawie zakładania nowych i zwijania istniejących szkół wyższych oraz tworzenia i zwijania istniejących wydziałów, katedr i zakładów,
- opracowania projektów ustroju szkół wyższych łącznie z zasadami powoływania nauczycieli akademickich i pomocniczego personelu naukowego,
- opracowania i opiniowania projektów programów studiów i metod nauczania,
- opracowania zasad wynagradzania pracowników naukowych w szkołach wyższych,
- inicjowania i opiniowania obsadę kadr,
- opracowania i przedkładania prezesowi Rady Ministrów wniosków dotyczących usprawnienia pracy szkół wyższych,
- przedkładania wniosków w sprawie środków zmierzających do zapewnienia młodzieży akademickiej niezbędnych warunków do pracy,
- opiniowania preliminarzy wydatków Skarbu Państwa na cele szkół wyższych i opiekę nad młodzieżą akademicką.

## Skład Rady
Rada składała się:
- z przewodniczącego i jego zastępcy mianowanych przez prezydenta Krajowej Rady Narodowej na wniosek Prezesa Rady Ministrów,
- z 7 członków mianowanych przez Prezesa Rady Ministrów spośród profesorów i wykładowców szkół wyższych oraz przedstawicieli organizacji społecznych.

Wykonanie ustawy poruczono Prezesowi Rady Ministrów.